# Kunio Toda

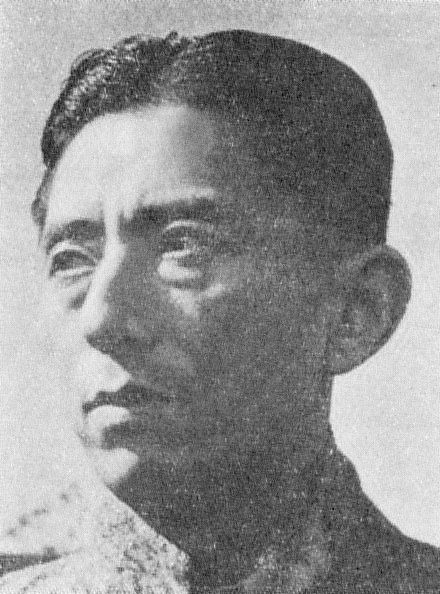
Kunio Toda

Kunio Toda (Japans: 戶田邦雄, Toda Kunio), soms ook Morikuni (Tokio, 11 augustus 1915 – Mitaka, 8 juli 2003) was een Japans componist, muziekpedagoog en diplomaat.

## Levensloop
Toda studeerde aanvankelijk zowel rechtsgeleerdheid als muziek aan de Universiteit van Tokio en behaalde zijn diploma's in 1938. Hij ging als medewerker in de diplomatische dienst en vertrok naar Duitsland. Aldaar zette hij zijn muzikale studies voort onder anderen aan de Ruprecht-Karls Universiteit in Heidelberg (1938-1939). Van 1939 tot 1941 was hij in de diplomatische dienst in Moskou. In 1941 kwam hij terug naar Japan en studeerde verder muziek bij Saburō Moroi. In 1944 was hij wederom in diplomatische dienst in Indochina. Tot 1948 was hij in krijgsgevangenschap. Na de Tweede Wereldoorlog zette hij zich uiteen met de twaalftoonstechniek en de theoretische schriften van Arnold Schönberg. Zijn Sonate voor viool en piano is een volledig serieel werk, maar verschillende andere werken uit deze periode vermengen seriële muziek met dodecafonische met tonale elementen.
Hij zette zijn diplomatische carrière voort tot 1964 en was tegelijkertijd docent aan de Toho Gakuen School of Music in Tokio (1964-1976) en het Senzoku Gakuen College of Music (1977-1988).
Als componist schreef hij werken voor vele genres van opera tot kamermuziek.

## Composities

### Werken voor orkest
- 1952 Sinfonia in Sol
- 1969 Concerto grosso ('Si Fa Do'...), voor piccolo, althobo, basklarinet, trompet in es, vibrafoon en altviool en orkest
- 1976 Utsubo's monologue : after the dark of night, again the daybreak, uit de opera "Story of City Kyara", voor spreker en orkest
- 1994 Gengaku no tame no "Jo ha kyū", voor strijkorkest - ook in een versie voor strijkkwartet - met of zonder - contrabas
  1. Introduzione
  2. movimento
  3. rapido
- Lègande, symfonische fantasie

### Muziektheater

#### Opera's
| Voltooid in | titel                                               | aktes       | première    | libretto |
| ----------- | --------------------------------------------------- | ----------- | ----------- | -------- |
| 1956        | あけみ Akemi                                        | 1 akte      | 1956, Tokio |          |
| 1973        | 伽羅物語 Kyara monogatari (The Story of Kyara City) | 3 bedrijven | 1973, Tokio |          |
| 1978        | 女中のアンナ Anna la Bonne                          |             |             |          |

#### Balletten
| Voltooid in | titel            | aktes | première | libretto | choreografie |
| ----------- | ---------------- | ----- | -------- | -------- | ------------ |
| 1951        | Salome in Studio |       |          |          |              |

### Vocale muziek

#### Oratoria
- 1964 Santo Paolo, scenisch oratorium voor solisten, gemengd koor, orkest en een scène in vorm van het theater Nô  - tekst: Zenmaro Toki

#### Liederen
- 1966 Sette canti dall'antologia Mannyôsyû, voor sopraan en piano 
  1. Fuyu-ngomori
  2. Ima sara ni
  3. Koi-koite
  4. Ai-omowanu
  5. Sirusi naki
  6. Ama-ngomori
  7. Yo-no-naka wa
- 1967 Triptychon, voor bariton, altblokfluit en gitaar naar een gedichtenverzameling "Ai - Ein Erosglück in Japan" van Leopold Winkler
- 1960 Message, voor sopraan, klarinet en harp - tekst: Raymond Duncan
- 1974 Obake no inori (Der gespenster Gebete - Prières des fantòmes), voor hoge stem en piano - tekst: Sakon Sō
- 1979 Takase-bhune, recitativo per voce d'uomo e violoncello solo - tekst: Ogai Mori
- 1982 Canto da liuto - ballata concertanta, voor sopraan en piano - tekst: Po Chü-i (772-846)
- 1989 Song of the River, voor mezzosopraan, bariton en orkest

### Kamermuziek
- 1957 rev. 1959 Sonate, voor viool en piano
- 1965-1966 Sonate - nel modo classico, voor fagot en piano

### Werken voor piano
- 1958 Fantaisie sur les sons de "koto" (Koto no ne ni yoru gensōkyoku)
- 1974 Obake no Inori
- Quattro pezzi deformati
- Sonatina

## Publicaties
- 音楽と民族性 / Ongaku to minzokusei, 音楽之友社, Tōkyō : Ongaku-no-tomo-sha, 1967. 301 p.
- 使徒パウロ / Shito pauro, 81 p.
- プロコフィエフ / Purokofiefu (Sergej Prokofjev), 弘文堂, Kobundo.
- Notes sur la musique de Nô in: La musique et ses problèmes contemporains 1953-1963, Cahiers de la Compagnie Madeleine Renaud-Jean-Louis Barrault, pp. 331–354 41 (1963)
- samen met Edmond Edouard Buchet: 音楽の理解 / Ongaku no rikai (Understanding of Music - Connaissance de la musique), ダヴィッド社, Tōkyō : Daviddosha, 1955. 197 p.
- samen met Walter Piston: 管弦楽法 / Kangengakuhō (Orchestration), 音楽之友社, Tōkyō : Ongakunotomosha, 1967. 520 p., ISBN 978-4-276-10690-1
- samen met Olivier Messiaen en Claude Samuel: オリヴィエ・メシアンその音楽的宇宙 : クロード・サミュエルとの新たな対話 / Orivie meshian sono ongakuteki uchū (Musique et couleur), 音楽之友社, 46 p., ISBN 978-4-276-13251-1